# Гарі Спрейк
Гарі Спрейк (англ. Gary Sprake, 3 квітня 1945, Суонсі — 19 жовтня 2016, Соліхалл) — валлійський футболіст, що грав на позиції воротаря.
Виступав, зокрема, за клуб «Лідс Юнайтед», а також національну збірну Уельсу.
Володар Кубка англійської ліги. Чемпіон Англії. Володар Суперкубка Англії з футболу. Володар Кубка Англії. Дворазовий володар Кубка ярмарків.

## Клубна кар'єра
У дорослому футболі дебютував 1961 року виступами за команду «Лідс Юнайтед», в якій провів дванадцять сезонів, взявши участь у 381 матчі чемпіонату.  Більшість часу, проведеного у складі «Лідс Юнайтед», був основним гравцем команди. За цей час виборов титул володаря Кубка англійської ліги, ставав чемпіоном Англії, володарем Суперкубка Англії з футболу, володарем Кубка Англії, володарем Кубка ярмарків (двічі).
Завершив ігрову кар'єру у команді «Бірмінгем Сіті», за яку виступав протягом 1973—1975 років.

## Виступи за збірну
У 1963 році дебютував в офіційних матчах у складі національної збірної Уельсу.
Загалом протягом кар'єри в національній команді, яка тривала 13 років, провів у її формі 37 матчів.
Помер 19 жовтня 2016 року на 72-му році життя у місті Соліхалл.

## Титули і досягнення
- Володар Кубка англійської ліги (1):

«Лідс Юнайтед»: 1967-1968
- Чемпіон Англії (1):

«Лідс Юнайтед»: 1968-1969
- Володар Суперкубка Англії з футболу (1):

«Лідс Юнайтед»: 1969
- Володар Кубка Англії (1):

«Лідс Юнайтед»: 1971-1972
- Володар Кубка ярмарків (2):

«Лідс Юнайтед»: 1967-1968, 1970-1971